# Мајкл Крајтон
Џон Мајкл Крајтон (енгл. John Michael Crichton; 23. октобар 1942 – 4. новембар 2008) био је амерички књижевник, филмски режисер, сценариста и телевизијски продуцент, познат као аутор низа бестселер романа којим је, комбинацијом разних жанрова, створио модерни концепт техно трилера, који су такође послужили као инспирација за низ популарних холивудских филмова. Крајтон, који је по струци био лекар, такође је познат као творац изузетно популарне ТВ серије Ургентни центар. 
Једно од његових дела из 1972. године је роман Бинарно.